# God's Lake 23
God's Lake 23 är ett reservat i Kanada.   Det ligger i provinsen Manitoba, i den sydöstra delen av landet, 1 700 km nordväst om huvudstaden Ottawa.
Trakten runt God's Lake 23 är nära nog obefolkad, med mindre än två invånare per kvadratkilometer.